# Pegasus (nem)

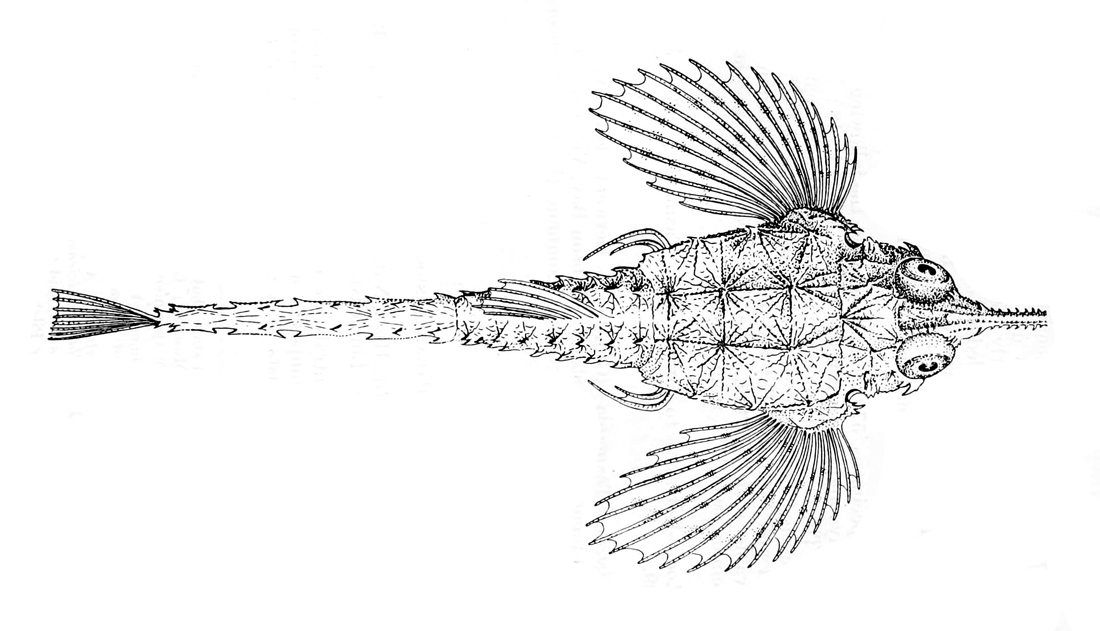
Rajz a Pegasus lancifer-ról

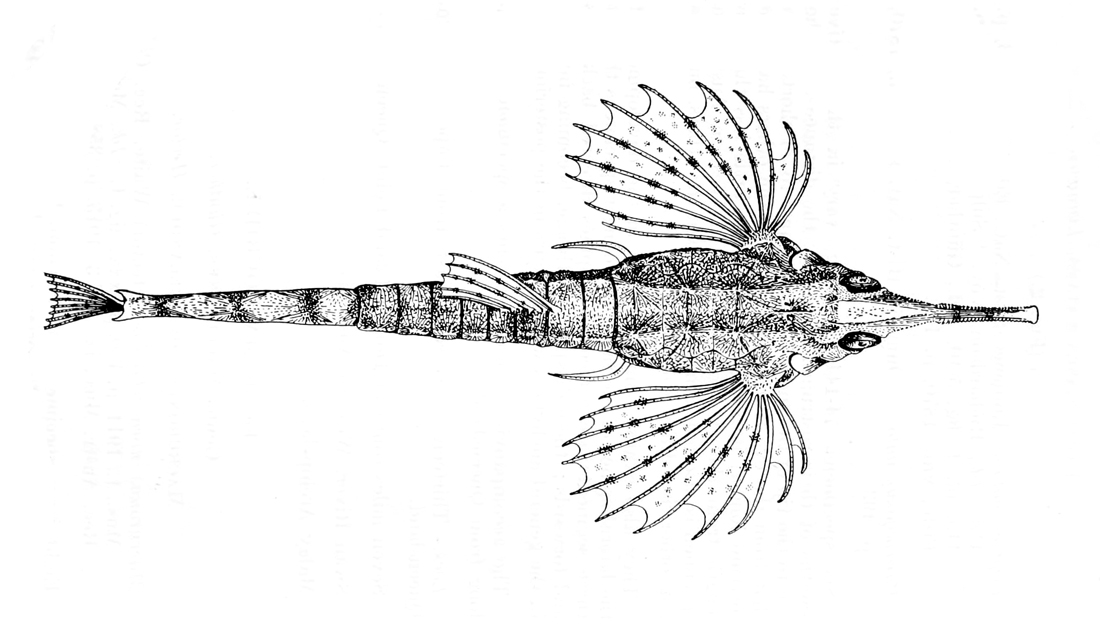
Rajz a Pegasus volitans-ról

A Pegasus a sugarasúszójú halak (Actinopterygii) osztályának a pikóalakúak (Gasterosteiformes) rendjéhez, ezen belül a szárnyas csikóhalak (Pegasidae) családjához tartozó nem.

## Rendszerezésük
A nembe az alábbi 3 faj tartozik:
- Pegasus lancifer Kaup, 1861
- Pegasus laternarius Cuvier, 1816
- Pegasus volitans Linnaeus, 1758